# Milcza (Polska)
Milcza – wieś w Polsce położona w województwie podkarpackim, w powiecie krośnieńskim, w gminie Rymanów. Leży przy DW887.
Milcza powstała w 1553. Tutejsi kmiecie to Kijowski, Bilski, Wielobób, Przybylski. Są to nadal najpopularniejsze w tej wsi nazwiska.
W połowie XIX wieku właścicielem posiadłości tabularnej w Milczy z Mymoniem był Józef Kłopotowski. Pod koniec XIX wieku właścicielem tabularnym dóbr we wsi był Władysław ks. Czartoryski. Na początku XX wieku obszar dóbr książąt Czartoryskich (łąki) we wsi wynosił 99 ha.
Przed I wojną światową dzięki zbudowanej kolei Jasło – Zagórz, Milcza nieco się rozwinęła, jednak była wsią biedną, gospodarującą na podmokłych terenach.
W latach 1975–1998 miejscowość administracyjnie należała do województwa krośnieńskiego.
Mieszkańcem Milczy był Bronisław Szajna (1922-2014), agronom i polityk.
W ostatnich latach miejscowość znacznie się rozbudowała. Wzniesiono tu nowy, murowany kościół, przed którym znajduje się obraz Matki Bożej.